# هانس یشونک
هانس یشونک (به آلمانی: Hans Jeschonnek) (۹ آوریل ۱۸۹۹ - ۱۸ اوت ۱۹۴۳) یک ژنرال آلمانی در دوره رایش سوم و از ۱ فوریه ۱۹۳۹ تا ۱۸ اوت ۱۹۴۳ رئیس ستاد کل لوفت‌وافه بود.
او در سال ۱۸۹۹ به دنیا آمد و در سال ۱۹۰۹ به عنوان دانشجو به ارتش پیوست. به عنوان افسر در یک آکادمی نظامی آموزش دید و سرانجام در سال ۱۹۱۴ به او اعطا شد و در پیاده‌نظام در جبهه غربی خدمت کرد. در سال ۱۹۱۶ به Luftstreitkräfte منتقل شد و به عنوان خلبان جنگنده آموزش دید. در زمان شکست آلمان در نوامبر ۱۹۱۸ دو هواپیمای دشمن را سرنگون کرد و صلیب آهنی کلاس ۲ و ۱ را به دست آورد.